# Chionaema delicata
Chionaema delicata là một loài bướm đêm thuộc phân họ Arctiinae, họ Erebidae.